# 2020年山西省太原市台骀山景区火灾
2020年山西省太原市台駘山景區火災又稱太原台骀山景区“10·1”重大火灾事故，是於2020年10月1日下午1時04分左右發生在中國山西省太原市迎泽区郝庄镇小山岩村的火災事故，事發地點台駘山景區冰燈雪雕館共搜救出28人，其中13人喪生。

## 背景
事發地點台駘山滑世界景區由太原台駘山滑世界農林生態遊樂園有限公司經營，成立于2014年12月，曾經因在小山溝村非法占用的林地和集體土地，被太原市規劃和自然資源局行政處罰34萬餘元，並責令恢復土地原狀，將所占用集體土地退還村委會。此外據官網介紹，景區內的冰雕館為華北地區最大的室內冰雕館，呈漏斗状，参观时游客只能单向通过，并且越往冰雕館里走通道就变得越狭窄。
事發前的9月28日，為了國慶節、中秋節期間消防工作，迎澤區委書記李慧、區長趙學軍曾帶隊前往台駘山景區等地進行消防安全督導檢查。

## 事发经过
10月1日13时04分，山西省太原消防救援支隊指揮中心獲得台駘山景區冰燈雪雕館發生火災的消息，共出動17个消防救援站、30輛消防車、181名人員救災。18时30分，搜救行動結束，共從現場救出28人，其中13人遇難，其餘15人送醫救治。出事景區也暫時關閉。

## 后续
10月1日晚，山西省政府召开全省安全生产工作视频会议，决定在山西全省范围内开展重点行业领域安全生产专项检查，並成立太原台骀山景区“10·1”重大火灾事故调查组。同時应急管理部消防救援局局长琼色來到火災现场，对事故处置工作进行分析指导。
10月2号，国务院安全生产委员会决定对事故进行查处，进行挂牌督办。同日晚，文化和旅游部召开国庆中秋假日安全工作紧急电视电话会议，决定在10月3日起，文化和旅游部将再派7个工作组，对重点地区进行检查指导。
10月6日，国务院安全生产委员会就台骀山景区火灾、扶余市重大交通事故，分别约谈了山西省人民政府和吉林省人民政府负责人。安委会约谈批评山西省是“截止目前，今年山西全省重大事故起数和死亡人数均排全国第一”；而吉林省“今年重大道路交通事故起数占到全国的一半”。要求两省“进一步从思想上、责任上、执法上和担当精神上，深刻剖析原因、总结教训，结合事故调查，采取切实有效措施，切实把确保人民生命安全放在第一位落到实处，坚决防止重蹈覆辙。”

## 外部連結
- 太原台骀山滑世界农林生态游乐园有限公司“10·1”重大火灾事故调查报告-山西省应急管理厅